# Брейтшейд, Рудольф
Рудольф Брейтшейд (также Брайтшайд, нем. Rudolf Breitscheid; 2 ноября 1874, Кёльн — 24 августа 1944, концлагерь Бухенвальд) — немецкий политик, левый либерал, впоследствии социал-демократ. Один из 96 депутатов рейхстага — жертв национал-социализма. Его именем названа одна из главных площадей Берлина.

## Биография

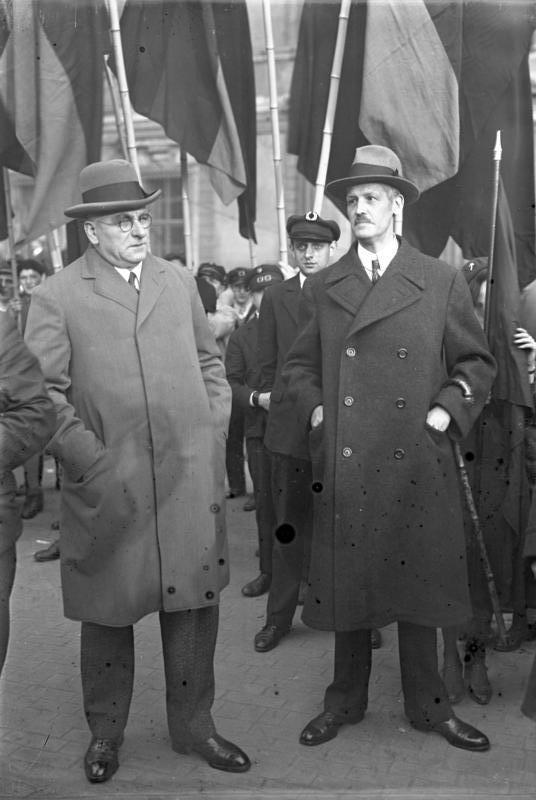
Рудольф Брейтшейд (справа) с Отто Брауном в берлинском Люстгартене. Апрель 1932

Родился в семье служащего книжного магазина Вильгельма Брейтшейда и его жены Вильгельмины, урождённой Торвестен. Учился в кёльнской гимназии Фридриха Вильгельма. В 1894—1898 годах изучал экономику в Мюнхенском и Марбургском университетах. Защитив докторскую диссертацию по теме «Земельная политика в австралийских колониях», в 1898—1905 годах работал редактором и корреспондентом буржуазных и либеральных газет.
Брейтшейд участвовал в либеральных политических организациях и в 1904 году был избран в городское собрание Берлина и бранденбургский ландтаг. Позднее вступил в Социал-демократическую партию Германии, участвовал в работе партийных печатных органов. 
С мая 1915 года издавал печатный орган «Социалистическая внешняя политика», в котором критиковал проводимую руководством СДПГ политику классового мира.
В 1917 году перешёл в недавно созданную Независимую социал-демократическую партию Германии. С ноября 1918 года до его закрытия в сентябре 1922 года издавал печатный орган «Социалист». С 1918 по 1919 год был министром внутренних дел Пруссии.
В 1920 году был избран в рейхстаг. В октябре 1922 года после образования Социал-демократической партии большинства вернулся в ряды СДПГ. Был председателем комитета рейхстага и представителем парламентской фракции СДПГ по вопросам внешней политики и в этом качестве выступал за западную ориентацию рейха в соответствии с линией партии. Позднее он стал членом немецкой делегации в Лиге Наций и был членом президиума Комитета по Палестине. В последние годы Веймарской республики как видный социал-демократ, ответственный за внешнюю политику, стал объектом нападок со стороны праворадикальной прессы.
После прихода к власти национал-социалистов эмигрировал в марте 1933 года через Швейцарию во Францию. После вступления вермахта в Париж в 1940 году бежал в Марсель. Осенью 1940 года был арестован и выдан гестапо. В январе 1942 года вместе с супругой помещен в концентрационный лагерь Заксенхаузен, осенью 1943 года переведён в особый барак концлагеря Бухенвальд.
Погиб 24 августа 1944 года в результате массированной бомбардировки союзниками сооружений лагеря. По свидетельствам очевидцев, Брейтшейд и его жена оказались засыпаны в траншее. Жену удалось спасти, а его нашли мёртвым.